# Altin-tag
Az Altin-Tag (másként Altun-san, kínaiul  阿尔金山, pinjin átírással A'erjin Shan, ujgurul ئالتۇن تاغ) Közép-Ázsia egyik, 6000 m fölé magasodó, hosszú, keskeny hegylánca. Az Altajidák vonulataként a harmadidőszakban emelkedett ki.

## Földrajzi helyzete
A Kunlun kelet-északkeleti folytatásaként a Tibeti-fennsíkot választja el a Tarim-medencétől.

## Felépítése
A mintegy 800 km hosszú, K-Ny irányban húzódó keskeny hegylánc az északi Tarim-medence felé meredek lejtőkkel szakad le, míg délről,  Tibet felől fokozatosan emelkedik. Legmagasabb csúcsa 6161 m.
Kopár, eljegesedett gerinceit mély szurdokvölgyek tagolják. Északi lábánál oázisok sora húzódik; ezeket a gleccserek olvadékvize táplálja.

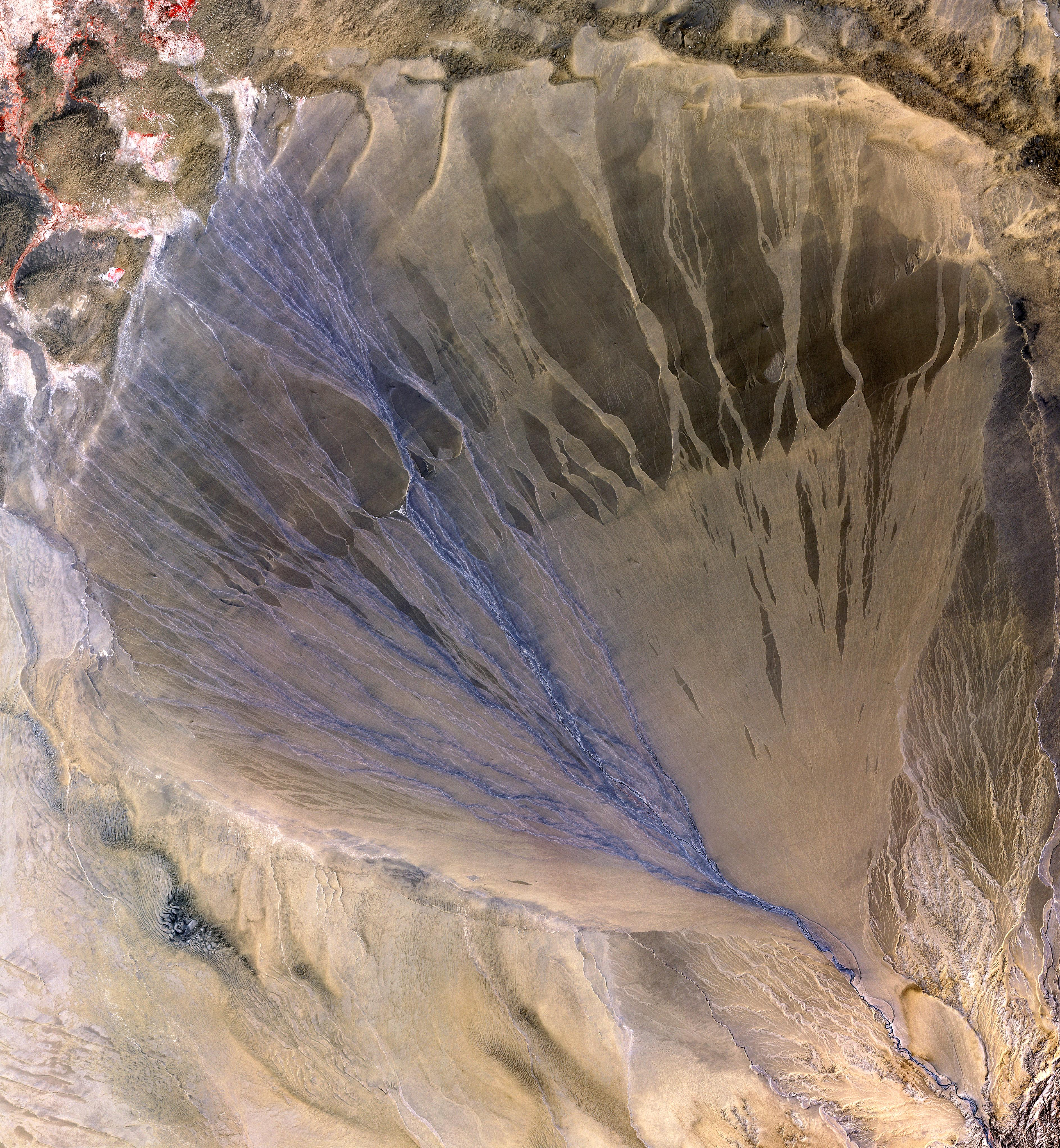
Óriás hordalékkúp műholdfelvételen a Kunlun és az Altin-Tag hegylánc között